# Oficina Central de Telegrames Astronòmics

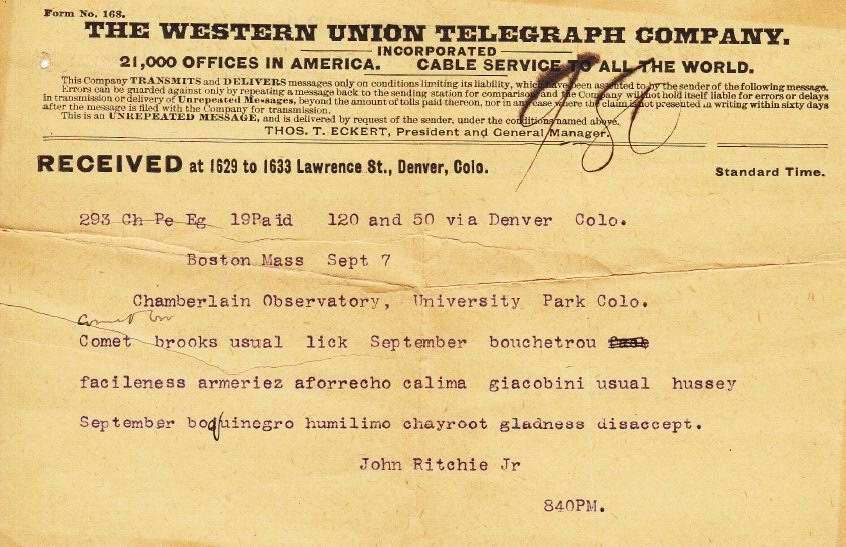
Telegrama del 7 de setembre de 1896 per informar sobre les posicions de dos cometes.

L'Oficina Central de Telegrames Astronòmics (en anglès, Central Bureau for Astronomical Telegrams, CBAT) és el centre de recollida internacional oficial d'informació relacionada amb esdeveniments astronòmics transitoris.
La CBAT recull i distribueix informació sobre cometes, satèl·lits naturals, noves, supernoves i altres esdeveniments astronòmics transitoris. La CBAT també estableix la prioritat de descobriment (qui en té crèdit) i assigna designacions inicials i noms als nous objectes.
En nom de la Unió Astronòmica Internacional (IAU), la CBAT distribueix Circular de la UAI. Des de la dècada del 1920 fins a 1992, la CBAT enviava telegrames en casos urgents, tot i que la majoria de circulars s'enviaven per correu ordinari; quan es van abandonar els telegrames, el nom «telegrama» es va mantenir per raons històriques, i van continuar com a Oficina Central de Telegrames Electrònics (Central Bureau Electronic Telegrams). Des de mitjans de la dècada del 1980, les Circulars de la UAI i les Minor Planet Circulars (Circulars de Planetes Menors) relacionades estan disponibles electrònicament.
La CBAT és una organització sense ànim de lucre, però cobra per les seves Circulars IAU i telegrames electrònics per finançar el seu funcionament continuat.

## Història
L'Oficina Central va ser fundada per la Societat Astronòmica d'Alemanya el 1882 a Kiel (Alemanya).
Durant la Primera Guerra Mundial es va traslladar a l'Observatori d'Østervold de Copenhaguen (Dinamarca), per ser operat allà per l'Observatori de la Universitat de Copenhaguen.
El 1922, la UAI va convertir l'Oficina Central en el seu Bureau Central des Télégrammes Astronomiques (en francès, Oficina Central dels Telegrames Astronòmics), i va romandre a Copenhaguen fins al 1965, quan es va traslladar al Harvard College Observatory (HCO), per ser operada allà per l'Observatori Astrofísic Smithsonian.
S'ha mantingut a Cambridge (Massachusetts, EUA) fins avui. El HCO havia mantingut una Oficina Central a l'hemisferi occidental des de 1883 fins que el CBAT de la IAU es va traslladar allà a finals de 1964, de manera que lògicament el personal del HCO es va fer càrrec de l'Oficina de la IAU.